# بابلو مونتويا
بابلو خوسيه مونتويا كامبوثانو (بالإسبانية: Pablo José Montoya Campuzano)‏ كاتب كولومبي وأكاديمي بجامعة سانتو توماس، وُلد في بارانكابيرميخا بسانتاندير عام 1963. يُعد من أهم الأصوات الروائية وافنية المُعاصرة في أمريكا اللاتينية بشكل عام وكولومبيا بشكل خاص، إذا يتصدر قائمة أهم الكتاب المعاصرين. حصل على شهادة الدكتوراه من جامعة السوربون في أدب أمريكا اللاتينية. حصل على العديد من الجوائز الهامة مثل جائزة رومولو جايجوس عام 2015، والتي تُعد أهم جائزة أدبية في أمريكا اللاتينية، وجائزة خوسيه دونوسو عام 2016. اشتمل مشروعه الأدبي على المزج ما بين الثقافات المحلية والعالمية ليطرح منتجًا أدبيًا ذي خصوصية وطابع مختلف يمتزج مع تيارات الأدب المعاصر، مُركزًا على الموتيفات والاتجاهات الثقافية.

## إنتاجه الأدبي
يتنوع الإنتاج الأدبي لمونتويا ما بين الرواية والقصة والشعر، وقد أثرت دراسته للموسيقى على خطابه الفني الثقافي، حيث تمتزج الجملة السردية بالإيقاع واللحن الصوتي.
تأثر مونتويا بأهم الكتاب في أمريكا اللاتينية مثل جابرييل جارثيا ماركيث وخوليو كورتاثر وأليخو كاربنتيير وباقة من أهم الكتاب في أمريكا اللاتينية. ومن أبرز أعماله بعيدًا عن روما والمسافرون والمنهزمون.